# Дольбо, Пьер
Пьер Дольбо́ (фр. Pierre Dolbeault; 10 октября 1924 — 12 июня 2015, Париж) — французский математик.

## Биография
Выпускник Высшей нормальной школы в Париже (1947) и Принстонского университета (1950). В 1955 году защищает в Париже диссертацию под руководством Анри Картана. С 1954 года — профессор университетов Монпелье и Бордо. С 1960 года — Университета Пуатье. С 1972 года — Университета Пьера и Марии Кюри в Париже.
Сооснователь (совместно с математиками Пьером Лелоном и Полем Майавеном) в 1974 году лаборатории по комплексному анализу в Институте Анри Пуанкаре. Один из основных специалистов по комплексному анализу и её руководитель до 1982 года (впоследствии лаборатория стала краеугольным камнем созданного Института математики в Жюсьё). Получил результаты топологического характера, лёгшие в основу этой дисциплины.
Разработчик теории когомологии, названной впоследствии когомологией Дольбо, создатель теоремы Дольбо.

## Сочинения
- Analyse Complexe / coll. dirigée par Paul Malliavin. — Éditions Masson, 1990. — (Maîtrise de mathématiques pures).
- Variétes et Espaces Analytiques Complexes. — In: Development of Mathematics 1950–2000 :  [фр.] // Birkhäuser. — 2000. — С. 359—436.
- Introduction to Complex Analysis. — In: Encyclopaedia of Mathematical Sciences :  [англ.] / E. M. Chirka, G. M. Khenkin and A. G. Vitushkin // Springer Verlag. — 1997. — № 7.

### Публикация на русском языке
- Общая теория многомерных вычетов :  [рус.] // Итоги науки и техники. Современные проблемы математики фундаментального направления. — 1985. — Т. 7. — С. 227–251.